# Щербаково (Ростовская область)
Щербаково — село в Неклиновском районе Ростовской области.
Входит в состав Васильево-Ханжоновского сельского поселения.

## География

### Улицы
- ул. Береговая,
- ул. Буденного,
- ул. Калинина,
- ул. Кузнечная,
- ул. Мичурина.

## История
Неизвестно, когда именно заселено это место, но на карте 1806 года посёлок есть, и в 1820 году числился принадлежащим за вдовою сотника Агафьей Николаевной и урядником Петром Ивановичем Щербаковыми.
По результатам переписей 1859, 1873 и 1897 годов можно заключить об исключительно земледельческом характере занятий населения, везде указано, что это посёлок на крестьянских землях.
В 1859 году посёлок насчитывал 25 дворов с взрослым населением порядка 300 человек. В списке населенных мест на этот год посёлок указан как Щербаков Еланчинский.
В 1873 году это посёлок Щербаков при реках Среднем и Мокром Еланчиках, в 38 верстах от окружной станицы и 10 верстах от Горькой почтовой станции.
В 1897 году это посёлок Щербаковский со взрослым населением порядка 600 человек, среди которых мало-мальски грамотных лишь 70.
Посёлок до революции входил в состав Федоровской волости, которая соответственно принадлежала Миусскому (а затем Таганрогскому) округу земли (области) войска Донского.
После революции с 1919 по 1924 посёлок административно входил в состав Украины (и Украинской ССР).
В 1923 году Таганрогский округ был разделён на 5 районов, село Щербаково принадлежало Федоровскому району.
30 июля 1930 Таганрогской округ был упразднён. Его районы отошли в прямое подчинение Северо-Кавказского края. Территория Федоровского района вошла в состав Матвеево-Курганского района.
С 1937 года Федоровский район — часть Ростовской области, с ноября 1953 года в составе Неклиновского района Ростовской области.

## Население
| 2010 |
| ---- |
| 93   |